# Onychocella subsymmetrica
Onychocella subsymmetrica är en mossdjursart som beskrevs av Canu och Bassler 1929. Onychocella subsymmetrica ingår i släktet Onychocella och familjen Onychocellidae. Inga underarter finns listade i Catalogue of Life.